# Gilles Roulin
Gilles Roulin (* 14. Mai 1994 in Grüningen) ist ein ehemaliger Schweizer Skirennfahrer. Er gehörte dem A-Kader von Swiss-Ski an und war vor allem in den Disziplinen Abfahrt und Super-G erfolgreich. Er ist als Rechtsanwalt und Unternehmer tätig.

## Biografie
Roulin stammt aus Grüningen im Kanton Zürich. Das Skifahren erlernte er im Alter von zweieinhalb Jahren in Lenzerheide, wo seine Eltern ein Ferienhaus besassen. Zeitweilig war er mehr an Snowboarden und Fussball interessiert. Im Winter 2005 fuhr er im Rahmen eines Sponsoringanlasses einen Tag lang mit Bruno Kernen, der ihn daraufhin dazu ermunterte, einem Skiclub beizutreten. Von 2009 bis 2014 besuchte er das Skigymnasium Stams, das er mit der Matura abschloss.
Als 15-Jähriger begann Roulin im Januar 2010 an FIS-Rennen teilzunehmen. Nennenswerte Erfolge auf internationaler Ebene blieben in den darauf folgenden Jahren zunächst weitgehend aus. Zunehmend begann er sich auf die schnellen Disziplinen zu konzentrieren. Im Januar 2014 hatte er die ersten Einsätze im Europacup, im selben Monat wurde er Schweizer Abfahrts-Juniorenmeister. Ein Jahr später, im Februar 2015, konnte Roulin zum ersten Mal ein FIS-Rennen für sich entscheiden. In der Saison 2015/16 etablierte er sich im Europacup und fuhr regelmässig in die Punkteränge, wobei ein 14. Platz sein bestes Ergebnis war.
Eine markante Leistungssteigerung gelang Roulin in der Europacup-Saison 2016/17. Den ersten Podestplatz erzielte er am 6. Januar 2017, als Dritter der Abfahrt von Wengen. Zehn Tage später gewann er die erstmals überhaupt ausgetragene Europacup-Abfahrt auf der (verkürzten) Streif in Kitzbühel. Ende Januar folgten zwei weitere Siege in Méribel. Am 2. Februar 2017 gewann er in Hinterstoder drei Europacuprennen am selben Tag: eine Abfahrt am Morgen, eine Kombination (bestehend aus dieser Abfahrt und einem Slalomlauf am Vortag) und eine zweite Abfahrt am Nachmittag. Dadurch stand auch bereits sein Sieg in der Abfahrts-Disziplinenwertung fest. Bereits vier Rennen vor Saisonende entschied er auch die Gesamtwertung und die Super-G-Wertung für sich.
Sein Debüt im Weltcup hatte Roulin am 24. Februar 2017 in der Abfahrt von Kvitfjell, die er auf Platz 37 beendete. Zwei Tage später gewann er am selben Ort mit Platz 25 im Super-G die ersten Weltcuppunkte. Trotz der Doppelbelastung – nebenbei studierte er bis 2023 Rechtswissenschaft im Fernstudium – konnte er sich bereits in seiner ersten vollen Weltcupsaison nahe der Spitze etablieren. In seinem fünften Weltcuprennen, der Abfahrt von Lake Louise am 25. November 2017, fuhr er auf den zwölften Platz. Drei Wochen später überraschte er mit dem vierten Platz in der Abfahrt auf der Saslong in Gröden, wobei er das Podest nur knapp verpasste.
An den Olympischen Winterspielen 2018 in Pyeongchang belegte er die Plätze 21 im Super-G und 33 in der Abfahrt, und an den Weltmeisterschaften 2019 in Åre wurde er 36. in der Abfahrt.
In der Saison 2020/21 stand er im Europacup am 26. Januar 2021 als Zweiter in der Abfahrt in Orcières einmal auf dem Podest und erreichte den 8. Rang in der Abfahrtsdisziplinenwertung. Im Weltcup waren seine Ergebnisse mit einem 138. Rang in der Gesamt- und einem 50. Rang in der Abfahrtswertung bescheiden und auch in der Saison 2021/22 mit den Rängen 99 (Gesamt) und 38 (Abfahrt) nicht viel besser. In beiden Saisons erreichte er im Weltcup keine Podestplatzierung mehr.
Nach der Saison 2023/24 beendete Roulin seine Karriere.
Roulin schloss sich mit seinem ehemaligen Schweizer Konkurrenten Ralph Weber zusammen und gründete mit No Border E-Commerce Schweiz GmbH ein Unternehmen für E-Commerce Fulfillment.

## Erfolge

### Olympische Spiele
- Pyeongchang 2018: 21. Super-G, 33. Abfahrt

### Weltmeisterschaften
- Åre 2019: 36. Abfahrt

### Weltcup
- 4 Platzierungen unter den besten zehn

### Weltcupwertungen
| Saison  | Gesamt | Gesamt | Abfahrt | Abfahrt | Super-G | Super-G | Kombination | Kombination |
| Saison  | Platz  | Punkte | Platz   | Punkte  | Platz   | Punkte  | Platz       | Punkte      |
| ------- | ------ | ------ | ------- | ------- | ------- | ------- | ----------- | ----------- |
| 2016/17 | 147.   | 6      | –       | –       | 49.     | 6       | –           | –           |
| 2017/18 | 42.    | 173    | 19.     | 109     | 22.     | 60      | 37.         | 4           |
| 2018/19 | 71.    | 85     | 25.     | 54      | 36.     | 26      | 38.         | 5           |
| 2019/20 | 80.    | 77     | 44.     | 19      | 31.     | 27      | 21.         | 31          |
| 2020/21 | 138.   | 9      | 50.     | 9       | –       | –       | –           | –           |
| 2021/22 | 99.    | 42     | 38.     | 42      | –       | –       | –           | –           |
| 2022/23 | 60.    | 117    | 26.     | 79      | 37.     | 38      | –           | –           |
| 2023/24 | 112.   | 23     | 54.     | 4       | 43.     | 19      | –           | –           |

### Europacup
- Saison 2016/17: 1. Gesamtwertung, 1. Abfahrtswertung, 1. Super-G-Wertung, 3. Kombinationswertung
- Saison 2020/21: 8. Abfahrtswertung
- Saison 2021/22: 10. Super-G-Wertung
- Saison 2022/23: 5. Gesamtwertung, 2. Super-G-Wertung
- 13 Podestplätze, darunter 10 Siege:

| Datum           | Ort               | Land       | Disziplin   |
| --------------- | ----------------- | ---------- | ----------- |
| 16. Januar 2017 | Kitzbühel         | Österreich | Abfahrt     |
| 23. Januar 2017 | Méribel           | Frankreich | Super-G     |
| 27. Januar 2017 | Méribel           | Frankreich | Abfahrt     |
| 1. Februar 2017 | Hinterstoder      | Österreich | Kombination |
| 2. Februar 2017 | Hinterstoder      | Österreich | Abfahrt     |
| 2. Februar 2017 | Hinterstoder      | Österreich | Abfahrt     |
| 3. Februar 2017 | Hinterstoder      | Österreich | Super-G     |
| 7. Januar 2023  | Wengen            | Schweiz    | Super-G     |
| 31. Januar 2023 | Orcières-Merlette | Frankreich | Super-G     |
| 19. März 2023   | Narvik            | Norwegen   | Super-G     |

### Juniorenweltmeisterschaften
- Hafjell 2015: 9. Super-G, 26. Riesenslalom, 27. Abfahrt

### Weitere Erfolge
- 1 Schweizer Meistertitel (Super-G 2019)
- 8 Siege in FIS-Rennen
- 1 Schweizer Juniorenmeistertitel (Abfahrt 2015)